# Trolejbusy w Gdyni
Trolejbusy w Gdyni – system transportu miejskiego w Gdyni, współistniejący z systemem przewozów autobusowych w tym mieście. Gdyńskie trolejbusy są jedną z trzech istniejących w Polsce sieci tego typu transportu (obok Lublina i Tychów) i największą spośród nich. Gdyńska sieć swoim zasięgiem obejmuje także Sopot i Ergo Arenę (Granica Gdańska i Sopotu). Przewoźnikiem świadczącym usługi transportu trolejbusowego na terenie Gdyni i Sopotu jest Przedsiębiorstwo Komunikacji Trolejbusowej w Gdyni, działające na zlecenie Zarządu Komunikacji Miejskiej w Gdyni. Gdyńskie trolejbusy stanowią około 30% udziału w całej komunikacji miejskiej świadczonej przez ZKM w Gdyni. Rocznie pokonują ponad 4 miliony kilometrów i przewożą około 350 milionów pasażerów.

## Przedsiębiorstwo Komunikacji Trolejbusowej

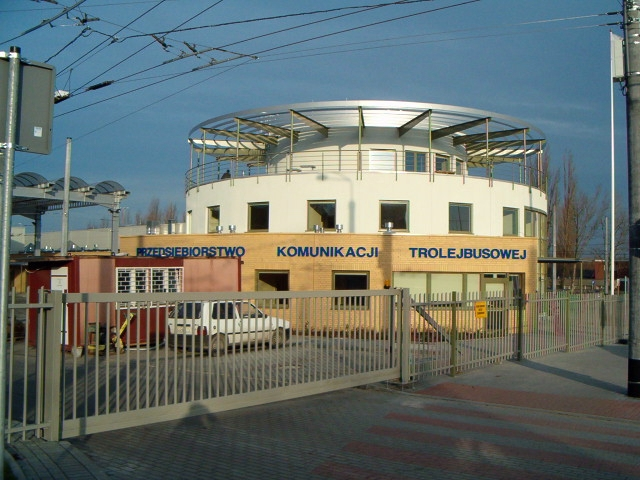
Siedziba PKT w Gdyni przy zajezdni trolejbusowej w Leszczynkach

Przedsiębiorstwo Komunikacji Trolejbusowej jest jedynym podmiotem świadczącym trolejbusowe usługi przewozowe w Gdyni. Ma charakter spółki z o.o. z wyłącznym kapitałem zakładowym gminy Gdynia. 1 stycznia 1998 zostało wydzielone z Przedsiębiorstwa Komunikacji Miejskiej. Zatrudnia ok. 340 pracowników. W PKT działają cztery związki zawodowe. Organem reprezentacyjnym PKT jest zarząd, którego prezesem jest Piotr Małolepszy, a zastępcą Tomasz Labuda. Siedziba mieści się przy ul. Zakręt do Oksywia 1 w Gdyni.
PKT nie ogranicza się do pełnienia wyłącznie usług, ale dba także o rozwój techniczny. Gdyńscy mechanicy skonstruowali pierwszy niskopodłogowy trolejbus, natomiast jeden z pracowników zaprojektował trójkierunkową zwrotnicę trolejbusową.

## Wydziały
Przedsiębiorstwo dzieli się na 4 wydziały: Wydział ruchu, wydział obsługi taboru, wydział sieci i podstacji oraz wydział administracji.
Zadaniem wydziału ruchu jest wykonywanie i kierowanie kursów zleconych przez Zarząd Komunikacji Miejskiej. Wydział ten zatrudnia ponad 230 pracowników (kierowców, dyspozytorów), z czego ok. 90 kobiet.
Swoje zadania realizuje poprzez:
- kierowanie pojazdów do poszczególnych zadań przewozowych,
- organizowanie pracy kierowców – każdy trolejbus jest obsługiwany przez dwóch lub trzech kierowców, pracujących w trybie zmianowym,
- kontrola jakości świadczonych usług,
- dokonywanie drobnych napraw taboru.

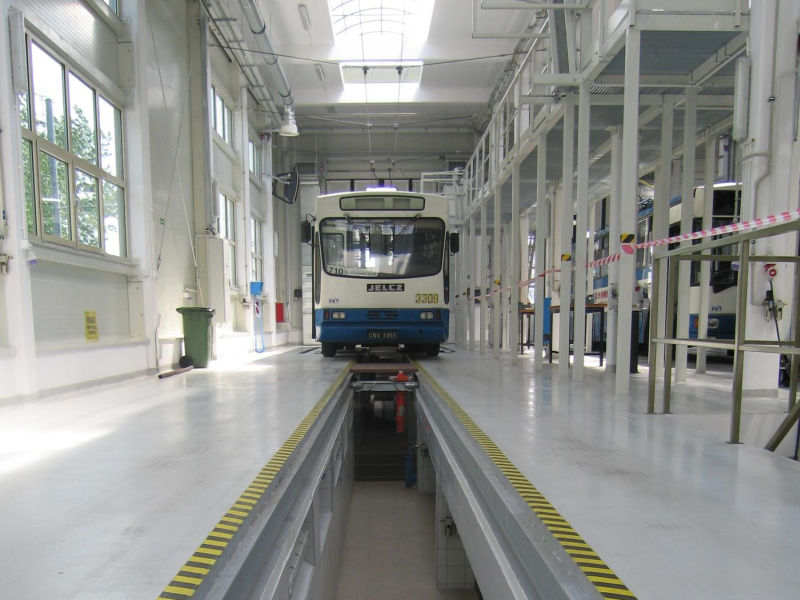
Jelcz 120ME w warsztacie PKT

Wydział obsługi taboru realizuje trzy podstawowe zadania:
- obsługa codzienna pojazdów – stanowi ją codzienna podstawowa kontrola stanu technicznego każdego z trolejbusów – przede wszystkim układów kierowniczego i hamulcowego oraz instalacji elektrycznej,
- obsługa techniczna pojazdów – czyli okresowa kontrola stanu technicznego pojazdów w znacznie szerszym zakresie,
- remonty taboru.

Ponadto wydział ten zajmuje się usuwaniem wszelkich awarii wynikających z codziennej eksploatacji trolejbusów, naprawami pojazdów pogotowia sieci i ewidencjonowaniem taboru. Zatrudnia ok. 50 osób, głównie mechaników, elektromonterów i blacharzy.

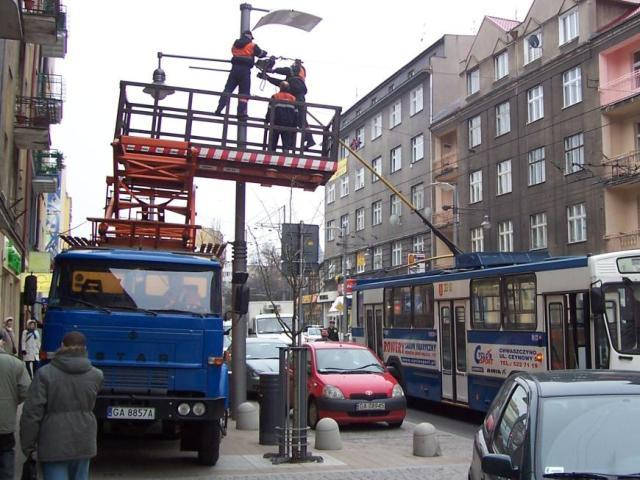
Pojazd pogotowia sieciowego Star 200 i gdyńscy sieciowcy podczas pracy

Wywodzący się z Wydziału Komunikacji Trolejbusowej dawnego WPK i PKM, Wydział sieci i podstacji zajmuje się obsługą sieci trakcyjnej. Składają się na to poszczególne elementy:
- dyżur pogotowia sieciowego – prowadzony przez 24 godziny na dobę przez 4 brygady, w razie potrzeby zajmuje się usuwaniem bieżących awarii sieci,
- konserwacja sieci – w tym także modernizacja elementów sieciowych, prowadzona głównie w porze nocnej,
- obsługa stacji prostownikowych – konserwacja, naprawy, a także monitorowanie poboru mocy gdyńskich podstacji,
- obsługa kabli zasilających trakcję,
- prowadzenie warsztatu napraw elementów sieci.

Zatrudnia średnio 25 osób: pracowników pogotowia sieci, podstacji i warsztatu.

## Historia
Myśl utworzenia komunikacji trolejbusowej narodziła się w głowach władz miasta Gdyni już przed II wojną światową. Mimo bardzo poważnych planów, zamiast „trolleybusów” (jak je ówcześnie nazywano), w 1929 roku zdecydowano uruchomić komunikację autobusową. Choć autobusy były znacznie droższe w eksploatacji, nieopłacalna była budowa sieci w szybko rozwijającym się mieście.

### Powstanie komunikacji trolejbusowej
Zmuszeni brakami paliwa, komunikację trolejbusową wprowadzili Niemcy okupujący Gdynię w czasie II wojny światowej. 18 września 1943 roku na ulice miasta wyjechał pierwszy trolejbus, wykonując kurs spod Urzędu Miasta do dworca kolejowego Gdynia Chylonia. Linie trolejbusowe obsługiwało początkowo dziesięć trolejbusów typu Henschel, z wyposażeniem elektrycznym AEG. Nadwozia wszystkich pojazdów wykonała Gdańska Fabryka Wagonów. Wymieniona seria posiadała numerację 201-210 i była przystosowana do ciągnięcia przyczep osobowych, które również wyprodukowano w Gdańskiej Fabryce Wagonów. Wprowadzano stopniowo również tabor przejęty z krajów okupowanych. Były to trolejbusy JATB 2 z Kijowa, Alfa Romeo, FIAT Breda i Tallero z Mediolanu i Rzymu. Podczas szturmu wojsk radzieckich na Gdynię w 1945 trolejbusy były wykorzystywane jako elementy barykad.
W czasie okupacji niemieckiej wobec korzystających z komunikacji trolejbusowej Polaków zastosowano dodatkowe restrykcje, m.in. nie mieli oni prawa zajmować miejsc siedzących, rozmawiać w języku polskim, ani podróżować trolejbusami w godzinach porannych, gdyż wówczas do szkół dojeżdżała niemiecka młodzież.

### Kryzys powojenny
Po wojnie zespół ludzi, którzy podjęli trudne zadanie odbudowy komunikacji trolejbusowej, składał się tylko w małej części z fachowców, którzy uprzednio pracowali w branży trolejbusowej. Znaczna część spotykała się po raz pierwszy z trolejbusem, mając jako kwalifikacje jedynie dobre chęci i zapał do pracy. Zorganizowano akcję ściągania wraków trolejbusów z miasta i okolicy do zajezdni przy ul. Derdowskiego. Wystosowano apele do instytucji i ludności o zwrot zaginionych w trakcie walk o miasto i bezpośrednio po oswobodzeniu części i zespołów trolejbusowych, wyposażenia elektrycznego i przewodów jezdnych. Zabezpieczono również przed dalszą dewastacją ocalałe stacje prostownikowe Redłowo, Dworzec i Grabówek, zasilające uprzednio sieć trolejbusową. Po sprowadzeniu wraków trolejbusów do zajezdni, rozpoczęto ich odbudowę.

### Reaktywacja linii
19 marca 1946 otwarto linię trolejbusową na odcinku od zajezdni przy ul. Derdowskiego do Zarządu Miejskiego, gdzie na obecnym parkingu zbudowano pętlę. Na tej linii kursowały trzy pierwsze odbudowane wozy typu Henschel. Następnym etapem rozbudowy sieci było przedłużenie jej do Orłowa jako linii nr 11, przy czym kolejno uruchamiano dalsze wozy typu Henschel oraz trolejbusy Alfa Romeo i Fiat Breda, pokonując szereg trudności technicznych. Oprócz taboru pozostałego po okupancie, ściągnięto z MZK Olsztyn trzy wozy typu Henschel 01 oraz jeden wóz typu Büssing, które po remoncie przekazano do eksploatacji.
2 października 1946 uruchomiono linię trolejbusową w relacji plac Kaszubski – Chylonia. Równocześnie uruchomiono stację prostownikową Grabówek o mocy 720 kW. Pod koniec 1947 Wydział Trolejbusowy posiadał 24 pojazdy i 3 przyczepy. Umożliwiło to przedłużenie linii orłowskiej do Sopotu, co nastąpiło 17 stycznia 1947. W 1949 w wyniku porozumienia z MPK Wrocław, przysłano do Gdyni 8 trolejbusów typu Tallero, pozostawionych przez Niemców i nie uruchomionych. Dwa wozy z tej samej serii znajdowały się w Gdyni, również przywiezione przez okupanta i uruchomione przez załogę gdyńską w 1948 Przejęte z Wrocławia trolejbusy zostały po zakończeniu remontu skierowane w 1950 do eksploatacji. Otrzymały one numery taborowe 230-237 i obsługiwały linie do Sopotu i Chyloni. 22 sierpnia 1949 uruchomiono nową linię trolejbusową do Małego Kacka, która otrzymała nr 23. Do obsługi tej linii użyto po raz pierwszy nowo otrzymanych trolejbusów produkcji francuskiej typu Vetra w liczbie 13 szt. Otrzymały one numery 300-312. 29 października 1949 uruchomiono nową linię trolejbusową do Oksywia (pętla przy Dowództwie Marynarki Wojennej), która otrzymała nr 24. 5 listopada 1950 przedłużono sieć trolejbusową z Chyloni do Cisowej, uruchamiając komunikację w relacji plac Kaszubski – Cisowa, jako linię nr 25. Dotychczasową linię przez ul. Śląską zakończono pętlę trolejbusową na Grabówku, jako linię nr 22.
Pod koniec 1953 czynnych było 5 linii trolejbusowych.

### Unifikacja taboru
Tabor trolejbusowy przedsiębiorstwa, po gwałtownej odbudowie w latach 1946–1950, w okresie lat następnych ulegał stopniowej kasacji. Miały na to wpływ dostawy nowych trolejbusów Vetra, a w dalszych latach – trolejbusów czechosłowackich typu Škoda 8Tr, które zaczęły zasilać tabor WPK od 1957. W pierwszej kolejności postawiono do likwidacji pojedyncze wozy różnych typów, do których brak było całkowicie części zamiennych, oraz które w ciągu eksploatacji wykazywały poważne błędy konstrukcyjne. Jako ostatnie uległy złomowaniu trolejbusy Henschel-AEG, które przez długi czas były podstawowym i niezawodnym typem pojazdu gdyńskiej komunikacji miejskiej.
23 maja 1964 wybudowano na linii 24 nowy odcinek – odgałęzienie prowadzące od ul. Bosmańskiej na Obłużu na Stare Oksywie i stamtąd do dotychczasowej pętli przy Dowództwie Marynarki Wojennej. Linia ta otrzymała nr 28. Trolejbusy na tej linii miały dwie odmiany. Pierwsza oznaczona zwykłym numerem 28 jeździła obecną ul. Śmidowicza, ul. Arciszewskich do Starego Oksywia i zjeżdżała ul. Bosmańską. Druga odmiana oznaczona numerem 28 przekreślonym zieloną kreską (tzw. 28 z kreską) jeździła w przeciwną stronę – ul. Bosmańską do Starego Oksywia, zjeżdżała ul. Arciszewskich i dalej obecną ul. Śmidowicza. Zasilanie trakcji było jednotorowe i w związku z tym na Starym Oksywiu znajdowała się mijanka. Pętla linii 24 została przeniesiona w okolice Akademii Marynarki Wojennej przy stacji kolejowej Gdynia Port Oksywie.

### Częściowa likwidacja linii
Pod koniec lat 60. rozpoczęła się ogólnokrajowa tendencja do likwidacji systemów trolejbusowych na rzecz autobusów. Przyczyną tej polityki była przede wszystkim niska cena ropy naftowej w porównaniu do ceny energii elektrycznej. Zlikwidowano wtedy m.in. połączenia do Oksywia (1972) i stoczni. W 1970 nadeszła ostatnia partia czechosłowackich trolejbusów Škoda 9Tr w liczbie 12 sztuk.
Pod koniec 1970 MGK posiadało 99 trolejbusów. W tym roku przewieziono trolejbusami 35 990 000 osób.
Od 1971 nastąpił brak dostaw nowych trolejbusów, spowodowany m.in. nieprzedłużeniem umów z Czechosłowacją, a przede wszystkim obowiązującą tendencją resortu i IGK do likwidacji tego środka transportu. W związku z malejącym na skutek kasacji stanem trolejbusów i brakiem dostaw, przedstawiciele WPKGG zaproponowali na forum Instytutu Gospodarki Komunalnej opracowanie i wykonanie prototypu trolejbusu krajowego, w oparciu o licencyjny autobus Jelcz-Berliet PR110U i wyposażenie elektryczne produkcji ELTA w Łodzi. Jako jednostek napędowych, zaproponowano użycie silników typu Škoda. Niestety, resort nie wykazał zainteresowania, ograniczając się do stwierdzenia, że istnieje możliwość importu trolejbusów radzieckich.
1 maja 1974 Wydział Autobusowo-Trolejbusowy otrzymał nazwę Oddział Autobusowo-Trolejbusowy w Gdyni.
W 1974 w Gdyni istniały jedynie 4 linie trolejbusowe. Dla porównania w roku 1970 funkcjonowało 10 linii.

### Prototypy

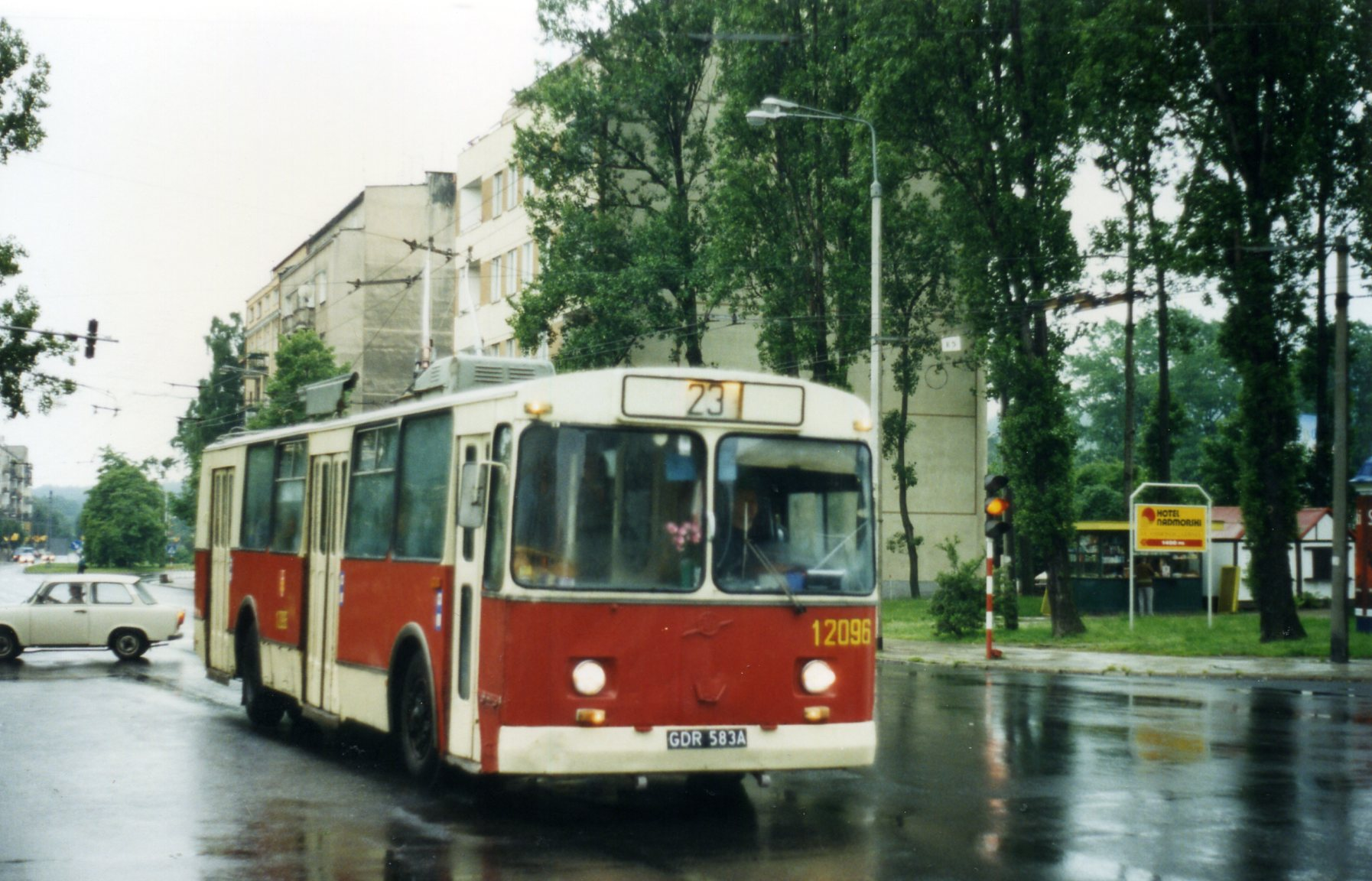
Jeden z gdyńskich trolejbusów ZiU-9, 1995

W latach 1974–1976 nawiązano współpracę między NOT-em, WPKGG oraz Jelczańskimi Zakładami Samochodowymi, czego wynikiem było wykonanie dwóch prototypów trolejbusów, opartych na części podwoziowo-nadwoziowej autobusu Jelcz PR110U. W myśl zawartej umowy, montaż wyposażenia elektrycznego wykonany został przez ekipę WPKGG. Wykorzystano tu silniki trolejbusowe typu Skoda oraz elementy typowego wyposażenia tramwajów 105N. Wprowadzono szereg oryginalnych rozwiązań, korzystając z bogatej praktyki w eksploatacji trolejbusów. W październiku 1975 WPK otrzymało pierwsze dwa trolejbusy radzieckie typu ZiU-9, które natychmiast zostały włączone do eksploatacji. 30 października 1976 miała miejsce dostawa kolejnych radziecki trolejbusów ZIU-9 w liczbie 20 sztuk. W wyniku inicjatywy własnej i przy współpracy z Politechniką Gdańską, opracowano i wykonano prototyp trolejbusu ze sterowaniem impulsowym – nowość na owe czasy. Użyto tu wycofanego z ruchu autobusu czeskiego Skoda SM 11, wbudowując urządzenia i zespoły elektryczne.

### Rozbudowa sieci

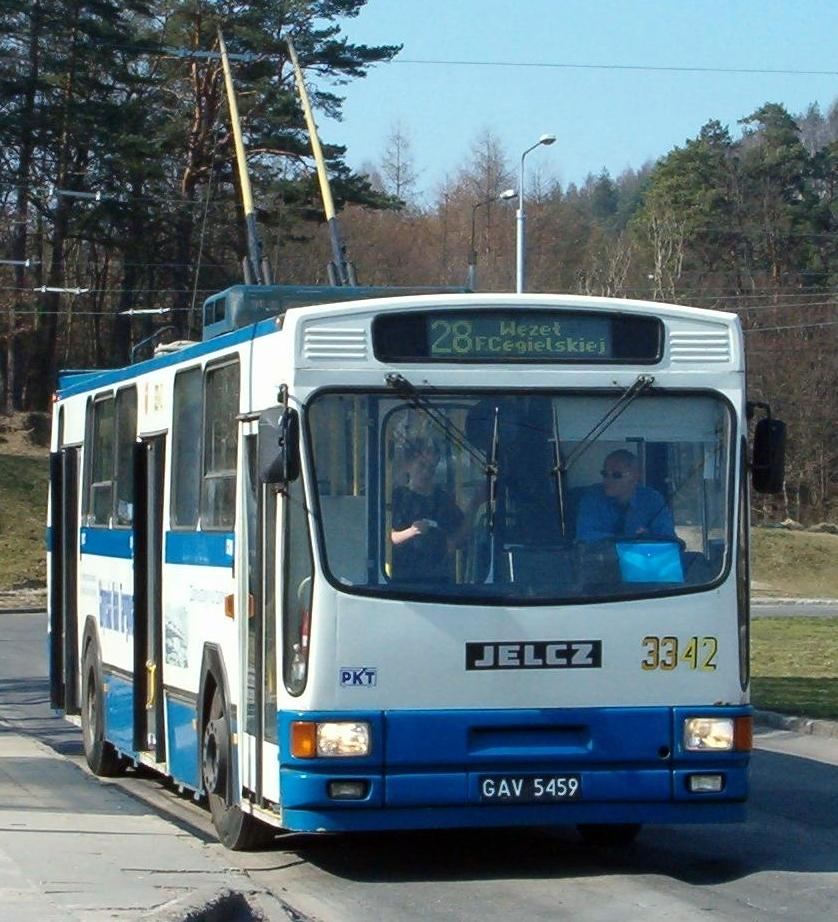
Najstarszy jeżdżący liniowo trolejbus w Gdyni – Jelcz PR110E z 1988 roku. Na początku XXI wieku trolejbusy przeszły modernizację, lecz ostatni egzemplarz skasowano w 2011 roku. Cztery tego typu pojazdy zostały sprzedane Tychom.

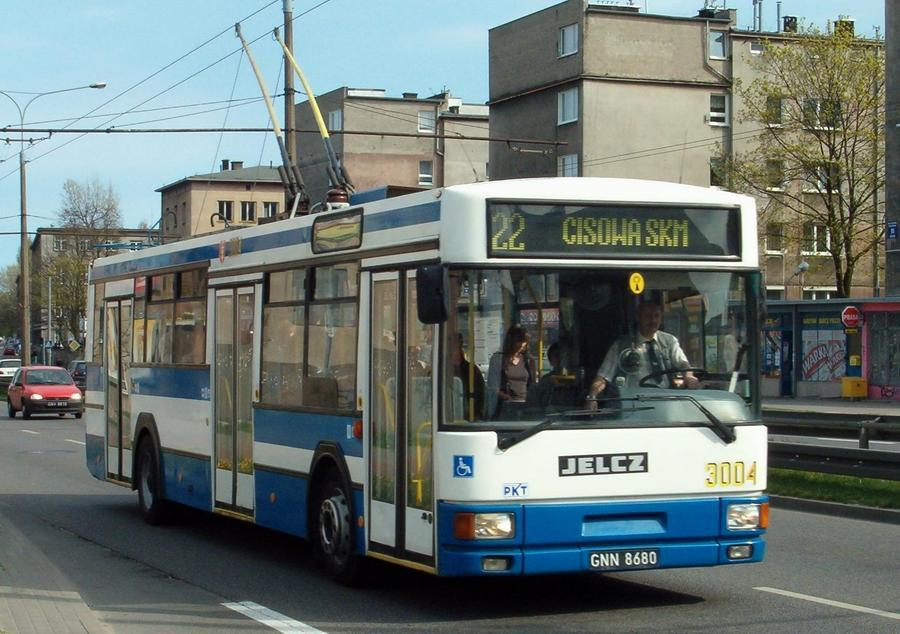
Jedyny egzemplarz Jelcza M121E w Gdyni, który ogólnie został wyprodukowany w liczbie 3 sztuk. Pozostałe znajdują się Kownie i Lublinie (nazwany tam został jako EKO-BUS). W 2015 roku został sprzedany do Łucka.

W 1977 usprawniono na terenie miasta sieć trolejbusową, przebudowując newralgiczne skrzyżowanie ulic Świętojańskiej i 10 Lutego, zmniejszając w ten sposób znacznie awaryjność ruchu. Wykonano również odcinek nowej trasy ulicą Jana z Kolna do pl. Konstytucji, z powrotem ul. Migały. Rozpoczęto także w latach następnych przygotowania do przedłużenia do Stoczni Komuny Paryskiej linii 23, zlikwidowanej na odcinku od pl. Konstytucji do Stoczni. Podjęto również pozytywne decyzje utrzymania i modernizacji sieci trolejbusowej wzdłuż ul. Wielkopolskiej, z przedłużeniem trasy do Wielkiego Kacka (Polifarb). W latach 1975–1979 trolejbusy powróciły znów w pełni na gdyńskie ulice. W 1980 rozpoczęto budowę i montaż własnego trolejbusu w oparciu o nadwozie autobusu Berliet. Wyprodukowano pierwsze trzy trolejbusy, które otrzymały numery 10104 do 10106.
Pod koniec 1980 Miejski Zakład Komunikacji w Gdyni posiadał 66 trolejbusów.
W 1981 kontynuowano dalszą produkcję ww. trolejbusów oddając do eksploatacji dalszych 13 pojazdów o numerach 10107-10119. W kwietniu 1982 zakończono produkcję serii 20 trolejbusów uruchamiając ostatnie 4 pojazdy o numerach inwentarzowych 10120-10123.
Pod koniec 1988 Miejski Zakład Komunikacji w Gdyni posiadał 94 trolejbusy.

### Nowa spółka

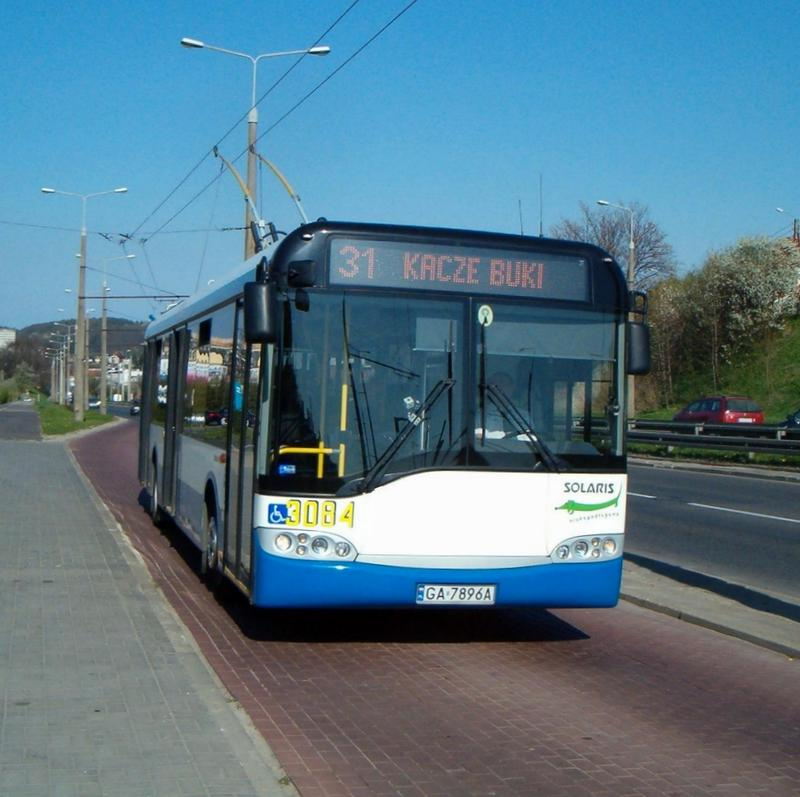
Gdyński Solaris Trollino 12AC zakupiony z funduszy unijnych

W latach 90., po przejściu na gospodarkę wolnorynkową, ówczesne MZK w Gdyni zaczęło mieć problemy finansowe, czego skutkiem było szybkie zestarzenie się taboru. W 1992 roku rozpoczęto restrukturyzację przedsiębiorstwa. Powołano Zarząd Komunikacji Miejskiej, a w 1994 roku w wyniku likwidacji MZK powstało Przedsiębiorstwo Komunikacji Autobusowej i Trolejbusowej. W wyniku wprowadzonej reorganizacji znacznie poprawiła się oferta przewozowa gdyńskich trolejbusów. Wydłużenie trasy linii 22 w 1995 roku do pętli trolejbusowej w Gdyni Cisowy oraz zmiana trasy linii 25 (skierowanie jej ulicami Morską i Owsianą) zmieniły nieco nastawienie ludności do tego środka transportu. 6 maja 1996 roku oddano do eksploatacji sieć trolejbusową do Pustek Cisowskich uruchamiając tym samym linię 28, która kursuje do dziś. Jednocześnie wydłużono trasy linii 22 i 30 z placu Kaszubskiego do placu Konstytucji, a kursy linii 24 przedłużono do Stoczni jako linię 23, zawieszając tym samym oznaczenie 24. Kolejne podziały zakładów komunalnych zaowocowały powstaniem w 1998 roku Przedsiębiorstwa Komunikacji Trolejbusowej. W momencie powstania przedsiębiorstwa trolejbusy nie cieszyły się najlepszą opinią wśród mieszkańców, głównie ze względu na spowalnianie ruchu w mieście. Przestarzałe urządzenia techniczne były przyczyną licznych przerw w ruchu i awarii. Spółka rozpoczęła jednak proces wymiany taboru oraz unowocześniania i rozbudowy sieci, co przyczyniło się do likwidacji większości wcześniejszych problemów (przykładem innowacji, które przyczyniły się do poprawy płynności ruchu trolejbusów jest wprowadzenie nowoczesnych pojazdów i zwrotnic sterowanych drogą radiową). W dniu 6 grudnia 1999 roku uruchomiono linię 20 łączącą w szczycie plac Kaszubski z Cisową SKM oraz linię 27 w relacji Karwiny „Euromarket” – Cisowa SKM. W 2000 roku uruchomiono pętlę przy Węźle Franciszki Cegielskiej.

### Polska w Unii
Wraz z wejściem Polski do Unii Europejskiej pojawiła się możliwość pozyskania znacznych środków na rozbudowę i modernizację sieci trolejbusowej oraz na zakup nowoczesnego taboru. Fundusze te, głównie ze Zintegrowanego Programu Operacyjnego Rozwoju Regionalnego, zostały przeznaczone m.in. na budowę nowej zajezdni w Leszczynkach (otwartej 28 kwietnia 2007), doprowadzenie trakcji na Dąbrowę (linia 24 do pętli Miętowa – została otwarta 19 grudnia 2005 roku) i Kacze Buki przez Dąbrówkę (do pętli Kacze Buki dojeżdżają na wydłużonej trasie linie 23 i 27 oraz nowa linia 31 łącząca z Sopotem – została otwarta 7 sierpnia 2006 roku) oraz zakup 11 niskopodłogowych trolejbusów Solaris Trollino 12AC. Planowane było także wydłużenie odcinka z Węzła Franciszki Cegielskiej do Fikakowa (linia 29), a w dalszej przyszłości także do Witomina. W związku z remontem ulicy Świętojańskiej i zmianą układu komunikacyjnego Śródmieścia, 14 stycznia 2006 zlikwidowano pierwszą pętlę komunikacji miejskiej w Gdyni, a do niedawna jedną z pętli trolejbusowych na placu Kaszubskim. 28 kwietnia 2007 zastąpiła ją pętla uliczna biegnąca ul. Wójta Radtkego, ul. 3 Maja i ul. Jana z Kolna. Nowa pętla trolejbusowa powstawała też od jesieni 2011 na końcu ul. Zakręt do Oksywia, w miejscu dawnej autobusowej, a jej otwarcie planowane było na wiosnę następnego roku. Ostatecznie otwarto ją 7 listopada 2012 roku, wydłużając do niej linię 29 (tym samym pętla Węzeł Franciszki Cegielskiej jest niewykorzystywana) i kierując do niej wszystkie kursy linii 710.
Do 2012 PKT Gdynia miało zamiar rozbudować sieć trolejbusową na następujących trasach:
| Nazwa                  | Forma | Długość (m) | Nowa podstacja | Il. nowych pojazdów | Termin    |
| ---------------------- | --- | ----------- | -------------- | ------------------- | --------- |
| Trasa „Chylońska”      | Trakcja na ul. Chylońskiej pomiędzy pętlami Cisowa Sibeliusa i Cisowa SKM umożliwiająca zastąpienie linii 159 trolejbusami. | 600         | Nie            | 1                   | 2009      |
| Trasa „Fikakowo”       | Trakcja na ul. Gryfa Pomorskiego do nowej pętli na osiedlu Fikakowo.                                                        | 1200        | Tak            | 8                   | 2009      |
| Modernizacja podstacji | Modernizacja podstacji, wyposażenie ich w system monitoringu i zdalnego sterowania.                                         | Nie         | Tak            | –                   | 2009-2010 |
| Przebudowa             | Modernizacja sieci trakcyjnej od węzła Wzgórze Św. Maksymiliana do skrzyżowania z ul. Malczewskiego w Sopocie.              | Brak danych | Nie            | –                   | 2010      |
| Zakup pojazdów         | Zakup pojedynczych trolejbusów w ramach wymiany taboru oraz wozów wieżowych.                                                | Nie         | Nie            | 31+2                | 2009-2010 |

Na ulicach Gdyni testowano trolejbus Solaris Trollino 12AC oraz Solaris Trollino 18AC ze wspomagającym silnikiem Diesla pozwalającym na jazdę bez podłączenia do sieci trakcyjnej. Testy wypadły pomyślnie, jednak Urząd Miasta zdecydował nie kupować w najbliższym czasie trolejbusów z takim właśnie napędem. Do 2012 wprowadzanych miało być minimum 6 niskopodłogowych pojazdów rocznie.

Schemat sieci trolejbusowej w Gdyni w 2007 r.

19 grudnia 2016 oddano do eksploatacji nową pętlę „Wielki Kack Fikakowo” przy skrzyżowaniu ulic Gryfa Pomorskiego i Lipowej, ze stacjonarnym punktem ładowania baterii akumulatorów. Do jej obsługi skierowano linię nr 29, obsługiwaną przez trolejbusy z napędem bateryjnym.
Po testach nowych baterii do trolejbusów, mających mieć większą pojemność, zapewniającą przejazd nawet ok. 20–30 km bez zasilania z sieci, w 2017 ogłoszono przetarg na dostawę 30 trolejbusów (w tym 16 przegubowych) i 21 baterii do starego taboru. Jedyną ofertę o wartości ponad 95 mln zł złożył Solaris Bus & Coach S.A., z którym umowę podpisano 4 kwietnia 2018. W tym czasie w Gdyni znajdowały się 93 trolejbusy, w tym 4 zabytkowe. Pierwszych 14 trolejbusów standardowych (12-metrowych) i 6 przegubowych trafić miało do Gdyni do końca 2018, pozostałe do końca marca 2019. Miały one zapewnić obsługę następujących nowych lub przedłużonych linii:
- 21 Sopot Reja – Wójta Radtkego – Plac Kaszubski – Wendy – Dworzec Morski Muzeum Emigracji
- 27 Kacze Buki – Łużycka – CH Riviera – Cisowa
- 32 Grabówek – Skwer Kościuszki – Jana Pawła II
- 34 Demptowo – Skarbka – Kartuska – Morska – 10 Lutego – Władysława IV – Węzeł Cegielskiej
- 181 Sopot Reja – Kacze Buki

oraz umożliwić zwiększenie częstotliwości linii 29 na Fikakowo z 30 do 15 min.
W 2018 Gdynia wraz z Polkowicami i Szczecinem znalazła się wśród miast, które otrzymały dotację Narodowego Funduszu Ochrony Środowiska i Gospodarki Wodnej na zakup taboru z napędem elektrycznym.
1 października 2018 zmodyfikowano przebieg części kursów linii 31 na terenie Sopotu. Od tamtej pory zostały one skierowane ulicami 3 Maja, Władysława IV i Łokietka do Ergo Areny. Obsługę tego odcinka o łącznej długości 3,5 km (w obydwie strony) umożliwiają wozy z napędem bateryjnym.
W latach 2019–2020 kosztem 812 tys. zł netto przeprowadzono rozbudowę sieci trakcyjnej w obrębie Węzła Ofiar Grudnia '70 i ul. Janka Wiśniewskiego w postaci wyprowadzenia sieci trakcyjnej w kierunku Pogórza i Obłuża, co pozwoliło na uruchomienie 1 września 2020 (zapowiadanymi wcześniej terminami było po 31 maja oraz 1 lipca) regularnej komunikacji trolejbusowej do północnych dzielnic Gdyni, obsługiwanej pojazdami z akumulatorami. Trasę tę miała obsługiwać wydłużona do Węzła Franciszki Cegielskiej linia 170 Pogórze Dolne – plac Kaszubski, jednak ostatecznie na tej trasie uruchomiono linię 32. W ramach projektu zakupiono również 6 nowych trolejbusów Solaris Trollino 12 Electric.

## Tabor

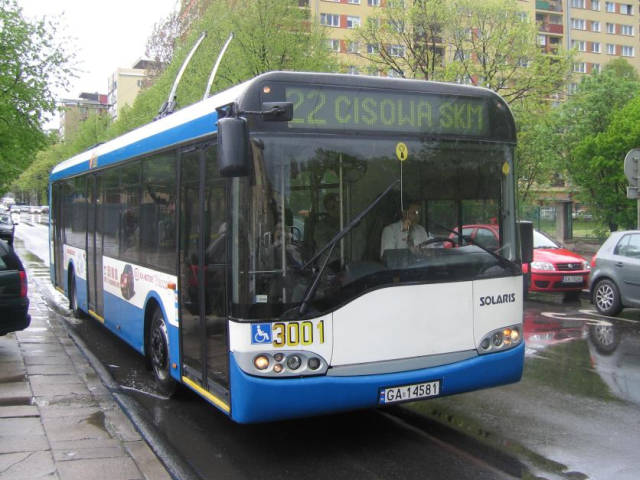
Pierwszy prototypowy Solaris Trollino 12T skonstruowany w Gdyni

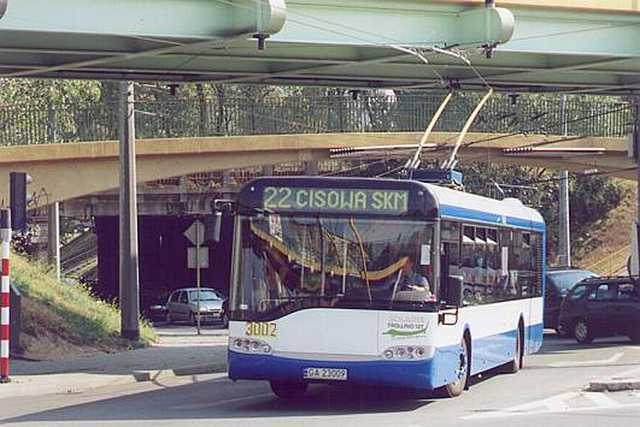
Drugi niskopodłogowy Solaris Trollino 12T wybudowany w Gdyni

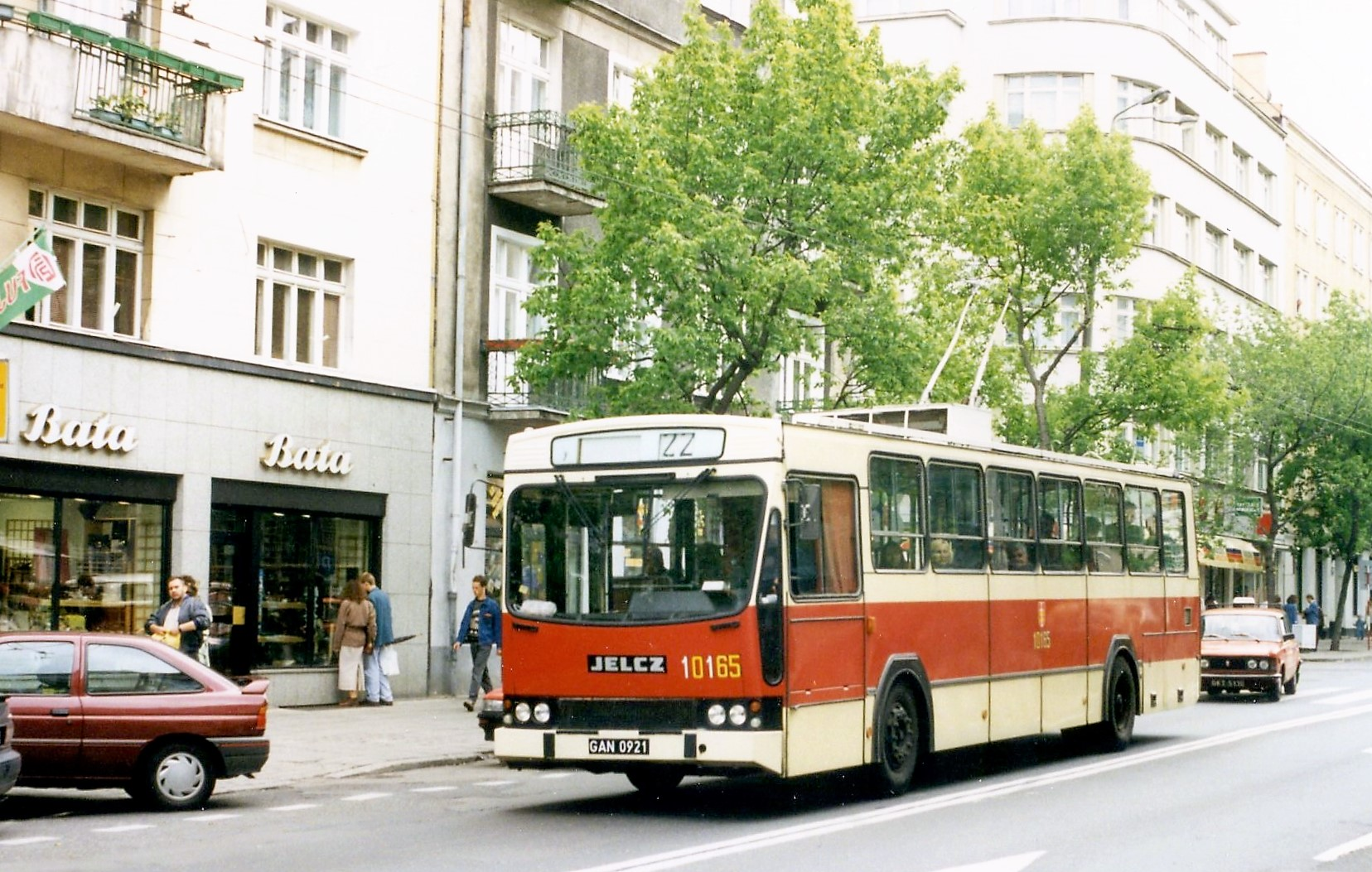
Jelcz 120MTE na linii nr 22, czerwiec 1995. Trolejbusy tego typu kursowały po Gdyni w latach 1992–2011 na liniach zwykłych

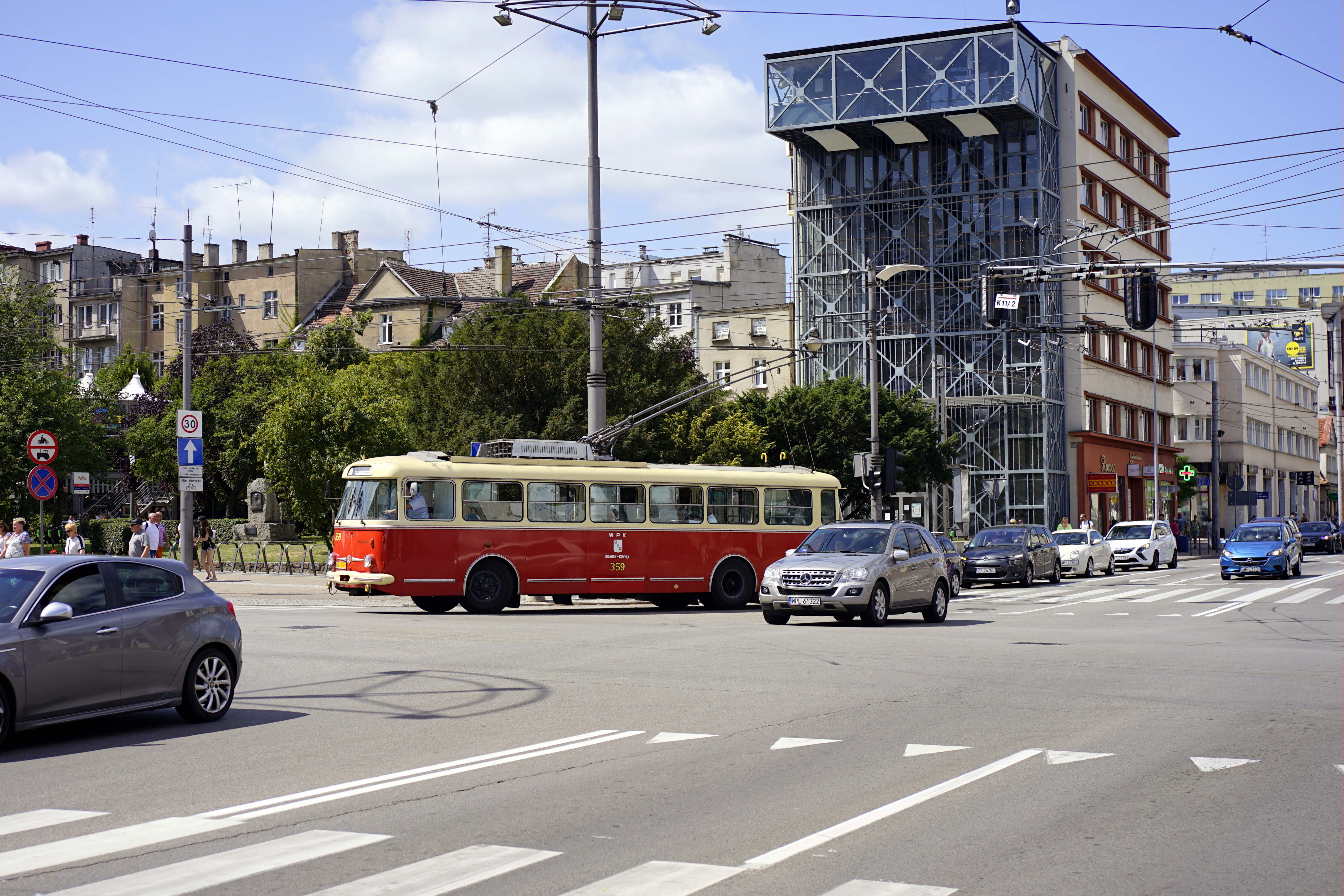
Zabytkowa Škoda 9Tr na linii wakacyjnej nr 326 (2021)

Trzon taboru trolejbusowego w Gdyni stanowią niskopodłogowe pojazdy marki Solaris: Trollino 12T, Trollino 12AC, Trollino 12M i Urbino 12AC oraz niskopodłogowe pojazdy marki Mercedes-Benz: MB O405NE, MB O405N2E, MB O405N2I, MB O405N3E, MB O405N2AC i MB O530AC. W ramach polityki modernizacji taboru, PKT dokonuje regularnych zakupów pojazdów marki Solaris: początkowo konstruowanych w Gdyni Trollino 12T, w Czechach Trollino 12AC z czeskim silnikiem asynchronicznym, obecnie Trollino 12M z polskim silnikiem asynchronicznym przedsiębiorstwa Medcom i dodatkowym napędem akumulatorowym. Oprócz tego, wcześniej we własnych warsztatach dokonywało przeróbek zakupionych używanych autobusów Mercedes O405N, instalując w nich napęd elektryczny ze skasowanych Jelczy PR110E, a w pięciu ostatnich nowy silnik asynchroniczny produkcji Enika z baterią trakcyjną. Zimą 2012 roku w Gdyni wyjechał pierwszy Mercedes O530 przebudowany na trolejbus. Aktualnie PKT posiada dwa trolejbusy, przerobione z autobusów Mercedes Citaro z silnikiem asynchronicznym produkcji Enika z baterią trakcyjną. Ostatnio PKT przerobiło 3 autobusy Solaris Urbino 12 na trolejbusy. Posiadają nowe silniki asynchroniczne produkcji Enika z baterią trakcyjną.
W Gdyni stacjonuje zabytkowy trolejbus Saurer 4T IILM z 1957 roku. Budzi on pewne kontrowersje, ponieważ w całej historii komunikacji miejskiej w Gdyni nigdy liniowo nie jeździły pojazdy tej marki. Mimo tego, że jego wartość zabytkowa jest w kontekście miejsca ograniczona, stanowi on niemałą atrakcję turystyczną.
Ponadto od 20 stycznia 2010 PKT Gdynia posiada zabytkowy trolejbus marki Škoda 9Tr z 1975 roku. Został on wyremontowany. Trolejbus został odkupiony od Lubelskiego Towarzystwa Ekologicznej Komunikacji, które z kolei sprowadziło pojazd z czeskiej Ostrawy.
Wśród gdyńskich pojazdów historycznych występują również Jelcz 120MTE z 1994 roku i ZiU-9 z 1984 roku pozyskany z Ukrainy. Oba mają przywrócone malaturę i numer taborowy zgodny ze schematem stosowanym w początkowym okresie eksploatacji.
Gdyńskie trolejbusy mają czterocyfrowe numery taborowe zaczynające się od cyfry 3. Druga cyfra oznacza rodzaj pojazdu, gdzie 0 oznacza pojazd niskopodłogowy, a 3 średniopodłogowy.
Dawniej pojazdy komunikacji miejskiej w Gdyni posiadały trzycyfrową numerację taborową, którą zmieniono na przełomie lat 60. i 70. na pięciocyfrową. W systemie trzycyfrowym trolejbusy posiadały zakres numeracji od 300 do 399, a w systemie pięciocyfrowym – 10xxx, 14xxx, 17xxx, 10xxx, 12xxx oraz WPK/Škoda SM11 o numerze 52446.

### Obecny
Wszystkie obecnie wykorzystywane trolejbusy są niskopodłogowe, wyposażone w system informacji pasażerskiej i rampę dla wózków.
| Typ trolejbusu            | Producent                       | Właściwości | Eksploatacja od |
| ------------------------- | ------------------------------- | --- | --------------- |
| Solaris Trollino 12T      | PNTKM Trobus/ Solaris Bus&Coach | rozruch impulsowy | 2001            |
| Solaris Trollino 12AC     | DP Ostrava                      | rozruch impulsowy · silniki asynchroniczne                                                                                         | 2003            |
| Solaris Trollino 12M      | Solaris Bus&Coach/ PKT Gdynia   | rozruch impulsowy · silniki asynchroniczne · zasobniki energii · klimatyzacja przestrzeni pasażerskiej · drzwi odskokowo-przesuwne | 2009            |
| MB O530AC                 | Mercedes Benz/ PKT Gdynia       | rozruch impulsowy · silniki asynchroniczne · zasobniki energii · klimatyzacja przestrzeni pasażerskiej                             | 2011            |
| Solaris Trollino 12S      | Solaris Bus&Coach/ Škoda        | | 2011            |
| Solaris Trollino 12AC     | Solaris Bus&Coach/ PKT Gdynia   | rozruch impulsowy · silniki asynchroniczne · zasobniki energii · klimatyzacja przestrzeni pasażerskiej                             | 2012            |
| Solaris Trollino 12/18 IV | Solaris Bus&Coach/ PKT Gdynia   | rozruch impulsowy · silniki asynchroniczne · zasobniki energii · klimatyzacja przestrzeni pasażerskiej                             | 2019            |
| Wszystkie pojazdy         |                                 | |                 |

### Zabytkowa linia 326
Linia 326 została uruchomiona 1 lipca 2012. Jej trasa przebiega ulicami: Zakręt do Oksywia, Morską, Podjazd, 10 Lutego, Świętojańską, Piłsudskiego i Zwycięstwa do pętli „Orłowo SKM-Klif”. Trolejbusy linii 326 kursują w niedziele i święta w okresie letnich wakacji szkolnych.

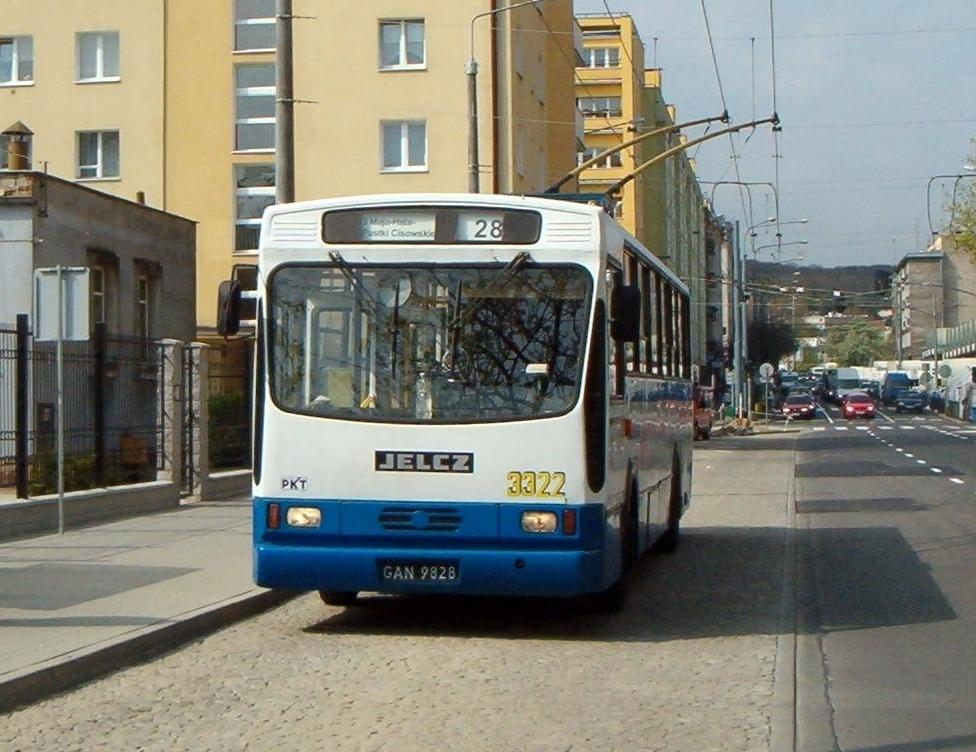
Jelcz 120MTE z Gdyni. Istnieje wiele jego odmian i modyfikacji różniących się rodzajem silnika, sterowania, napędu, a nawet wyglądem.

| Typ trolejbusu | Eksploatacja od | Liczba |
| -------------- | --------------- | ------ |
| Saurer 4IILM   | 2002            | 1      |
| Škoda 9Tr      | 2012            | 1      |
| Jelcz 120MTE   | 1994            | 1      |
| ZiU-9B         | 2016            | 1      |

### Wycofany z eksploatacji

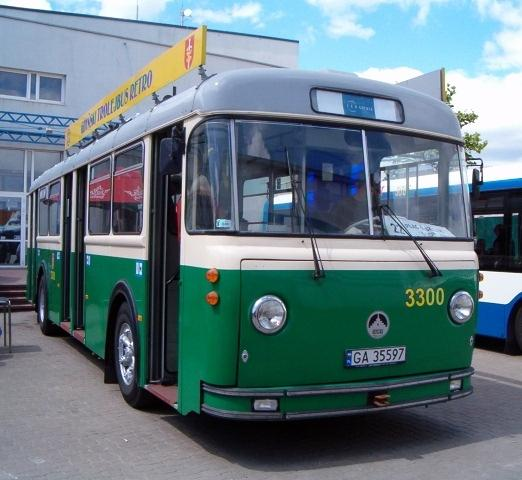
Zabytkowy, szwajcarski trolejbus Saurer 4IILM z 1957

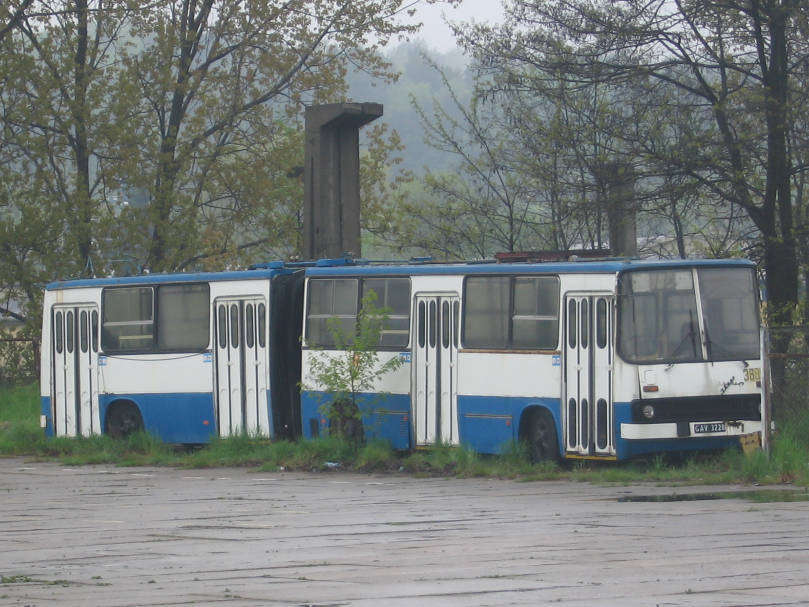
Ikarus 280E w zajezdni w Redłowie. Po wycofaniu go z użytku w wyniku braku funduszy na remont trolejbus został odstawiony, a w 2007 roku trafił do Lublina. W następnych latach został zezłomowany.

| Typ trolejbusu                       | Okres eksploatacji |
| ------------------------------------ | ------------------ |
| Henschel/AEG/Gdańska Fabryka Wagonów | 1943-1960          |
| Henschel/Schumann/Siemens typ 01     | 1944-1956          |
| Mercedes-Benz O-B/AEG                | 1947-1953          |
| Henschel/Kassbohrer/AEG              | 1947-1958          |
| JaTB-2                               | 1950-1953          |
| Fiat 672F101/Breda/Veresina          | 1947-1958          |
| Alfa-Romeo/Macchi-Marelli            | 1947-1958          |
| Fiat 672 F101/Tallero-Milano         | 1948-1958          |
| Bussing 400T/AEG                     | 1948-1958          |
| Bussing 900T/AEG                     | 1948-1957          |
| Vetra VBRh                           | 1949-1960          |
| Škoda 8Tr                            | 1958-1975          |
| Škoda 9Tr                            | 1962-1979          |
| Škoda ŠM 11/WPK (prototyp)           | 1976-1979          |
| ZiU-9                                | 1975-1997          |
| Jelcz-Berliet PR100E (prototyp)      | 1977-1978          |
| Ikarus 280E                          | 1990-2002          |
| Jelcz PR110E                         | 1976-2011          |
| Jelcz 120MTE                         | 1992-2011          |
| Jelcz 120MT                          | 1998-2013          |
| Jelcz M121E                          | 1999-2015          |
| Mercedes-Benz O405N2/3E              | 2006-2019          |
| Mercedes-Benz O405N2I                | 2007-2019          |

### Pojazdy techniczne

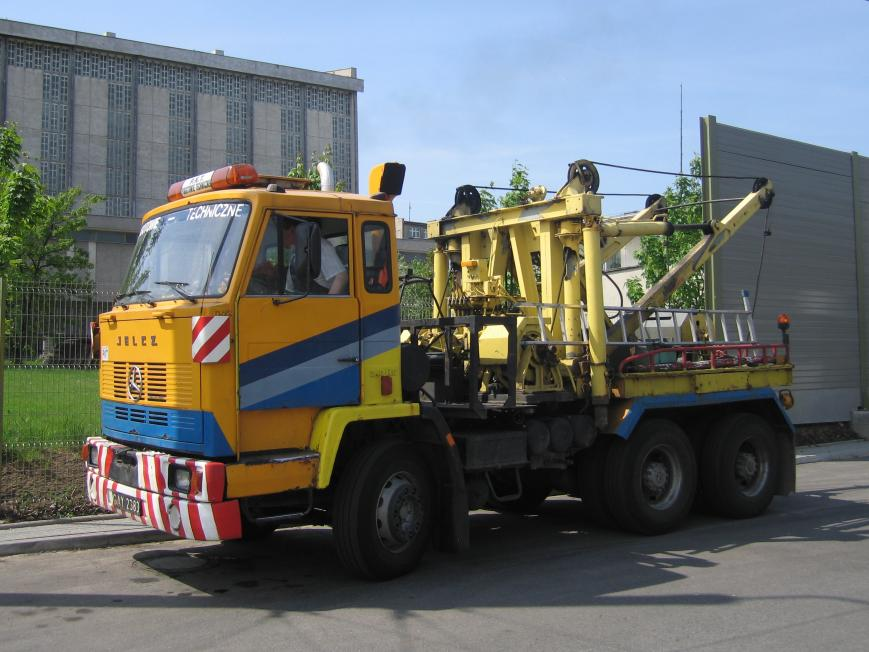
Gdyński holownik Jelcz C-642 na terenie zajezdni PKT

| Typ pojazdu | Zastosowanie                | Eksploatacja od |
| ----------- | --------------------------- | --------------- |
| DAF LF      | Pojazd wieżowy              | 2010            |
| Citroën C15 | Lekkie pogotowie techniczne | 2003            |
| Fiat Ducato | Zaopatrzenie                | 2003            |
| Jelcz 317D  | Ciągnik                     | 1989            |
| Jelcz C-642 | Holownik                    | 1991            |
| Star 200    | Pojazd wieżowy              | 1990            |
| Star Ż-28   | Pojazd wieżowy              | 1978            |

## Varia

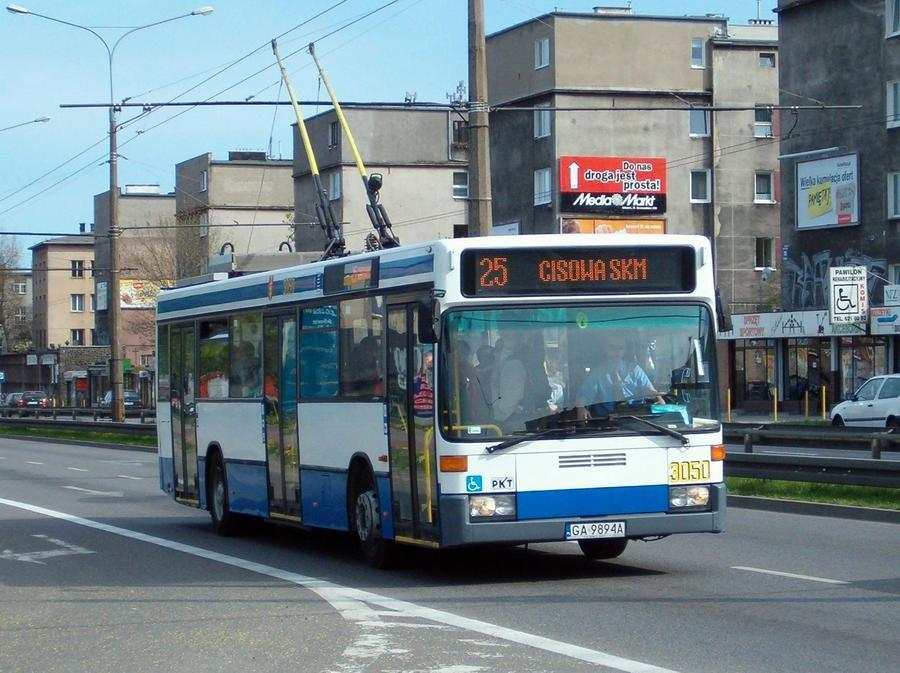
Trolejbusy MB O405NE na bazie Mercedesa O405N można zobaczyć tylko w Gdyni.

- W Gdyni jeździ prototyp, a zarazem pierwszy na świecie egzemplarz pojazdu Solaris Trollino 12, oznaczony numerem ewidencyjnym 3001.
- Do Gdyni trafił 1001 egzemplarz Solarisa Trollino, nosi on numer taborowy 3087.
- W Gdyni jeździ odrestaurowany, szwajcarski trolejbus Saurer 4T IILM. Trolejbus ma aluminiowe nadwozie. Trolejbusy te zostały zakupione wraz z przyczepami z miasta Sankt Gallen (zachowany zielony kolor) dla Warszawy w schyłkowym okresie eksploatacji linii 51 do Piaseczna (drugi okres trolejbusowy w Warszawie). Po likwidacji linii trzy z nich trafiły do Gdyni. Jeden został wyremontowany przez nieistniejące już przedsiębiorstwo ‘Trobus’ (przeszedł później na własność PKT). Pozostałe dwa zostały odkupione przez prywatną osobę (wraz przyczepami) i niszczeją obecnie na placu między ulicami Chylońską a Północną.
- Gdynia przez dłuższy czas była jedynym miastem, w którym jeżdżą trolejbusy MB O405N2 z niskopodłogowym nadwoziem autobusów Mercedes[24][25]. Obecnie 1 z tego typu pojazdów jeździ w Łucku (trafił tam właśnie z Gdyni).
- W latach 2003–2018 w Gdyni jeździły tylko trolejbusy standardowe (12-metrowe). Ostatni przegubowy trolejbus Ikarus 280E został wycofany z użytku pod koniec 2002 roku, a 4 marca 2019 weszły do eksploatacji pierwsze przegubowe trolejbusy Solaris Trollino 18. W marcu 2019 roku wprowadzono do eksploatacji 16 trolejbusów przegubowych.
- Linia trolejbusowa 27 jest najdłuższą w Polsce (długość w obie strony wynosi ok. 40 km[26]).
- Sopocka linia 31 była dofinansowywana nie tylko z budżetów miast Gdyni i Sopotu, ale także ze źródła prywatnego – Aquaparku w Sopocie[27].
- W planach dotyczących przedłużenia trakcji był między innymi śmiały projekt budowy trakcji do Dworca PKP w Rumi[28]. Jesienią 2007 roku Rada Miejska Rumi nie wyraziła zgody na budowę trakcji trolejbusowej[29].
- Trolejbusy 3087-3089 posiadają realny zasięg jazdy na bateriach wynoszący ponad 20km, zaś 3090-3092 ponad 50km.
- Dzięki napędowi pomocniczemu, który posiada obecnie większość trolejbusów w PKT, wybrane kursy linii autobusowych (X, K, 147, 181, 700, 740, 760 oraz N30) są wykonywane przez trolejbusy. Trolejbusy są także często kierowane na niektóre linie autobusowe w razie większego zapotrzebowania na autobusy w innej części miasta (m.in. linie 140 i 159).
- Na początku 2019 roku w Gdyni rozpoczęto próbną eksploatację najnowszego trolejbusu Solaris Trollino 24, będącego jednocześnie najdłuższym trolejbusem w Europie, którego długość to aż 24 metry[30].
- Przedsiębiorstwo Komunikacji Trolejbusowej w Gdyni za opłatą oferuje wynajem powierzchni reklamowej trolejbusów jeżdżących po ulicach Gdyni i Sopotu[31].
- W dniu 30 stycznia 2022 roku, z okazji finału WOŚP, została uruchomiona specjalna i bezpłatna linia 30T, która kursowała na trasie linii 21 w godzinach 9:30-19:00. Linia ta, podobnie jak 326, była obsługiwana przez pojazdy zabytkowe, a w czasie jazdy przeprowadzane były zbiórki pieniędzy przez wolontariuszy WOŚP.
- W październiku 2021 minęło 40 lat od wprowadzenia do gdyńskiej komunikacji miejskiej pierwszych Ikarusów 280. Z tej okazji, 10 października uruchomiono dodatkowe kursy na linii 150, które były obsługiwane właśnie tymi autobusami.

## Linie
Obecnie (2025) po Gdyni kursuje 19 linii trolejbusowych (w tym 2 obsługiwane częściowo przez autobusy), z których jedna 31 oraz autobusowa 181 – obsługiwana w większości przez trolejbusy – łączą Gdynię z Sopotem. Istnieje także linia sezonowa 326 na trasie Grabówek SKM – Orłowo SKM „Klif”, która obsługiwana jest przez trolejbusy zabytkowe.
Od kilkunastu lat stopniowo w gdyńskiej sieci komunikacyjnej zwiększa się udział trolejbusów wypierających autobusy, poprzez poniżej wymienione działania:
- 19.12.2005 – uruchomienie linii 24 na trasie Gdynia Dworzec Gł. PKP (wybrane kursy do / ze Stoczni Gdynia) – Dąbrowa Miętowa i wycofanie z tejże pętli autobusów linii 172 i 272.
- 07.08.2006 – uruchomienie linii 31 na trasie Kacze Buki – Orłowo SKM „Klif” (później przedłużona została do Sopotu) i zastąpienie linii 121 na tejże trasie.
- 17.06.2019 – uruchomienie linii 34 na trasie Demptowo – Węzeł Franciszki Cegielskiej. Jednocześnie wycofane zostały z Demptowa kursy linii W.
- 01.09.2020 – uruchomienie linii 32 na trasie Pogórze Dolne Złota – Węzeł Franciszki Cegielskiej i zastąpienie linii 170 na trasie Pogórze Dolne – Plac Kaszubski.
- 01.02.2021 – z tym dniem większość kursów linii 181 przejęły trolejbusy, natomiast autobusy pozostały na tej linii tylko w godzinach szczytu w dni powszednie. Dotychczas trolejbusy obsługiwały tylko wybrane kursy tejże linii.

Wszystkie obecnie kursujące (2025) gdyńskie linie trolejbusowe:
- 21: „Gdynia Dworzec Gł. PKP” - "Sopot Reja" (Czas przejazdu: 34-38 minut)

- 22: „Cisowa SKM” – „Gdynia Dworzec Gł. PKP” (Czas przejazdu: 41–42 minuty)

- 23: „Gdynia Dworzec Gł. PKP” – „Kacze Buki” (Czas przejazdu: 38–44 minut)

- 23: „Kacze Buki” – „Stocznia Gdynia” (Czas przejazdu: 49–56 minut)

- 24: „Stocznia Gdynia” – „Dąbrowa Miętowa” (Czas przejazdu: 45–53 minuty)

- 25: „Cisowa SKM” – „3 Maja – Hala” (Czas przejazdu: 32 minuty)

- 26: „Cisowa Sibeliusa” – „Orłowo SKM Klif” (Czas przejazdu: 32–43 minuty)

- 27*: „Cisowa SKM” – „Kacze Buki” (Czas przejazdu: 64–68 minut)

- 28: „Pustki Cisowskie” – „3 Maja Hala” (Czas przejazdu: 36–38 minut)

- 29: „Gdynia Dworzec Gł. PKP” – „Wielki Kack Fikakowo” (Czas przejazdu: 33–41 minut)

- 30: „Gdynia Dworzec Gł. PKP” - "Cisowa Sibeliusa" (Czas przejazdu: 36-40 minut)

- 31: „Dąbrowa Miętowa” – „Ergo Arena” (Czas przejazdu: 47–52 minut)

- 31: „Ergo Arena” – „Kacze Buki” (Czas przejazdu: 42–56 minut)

- 32*: „Pogórze Dolne Złota” – „Mały Kack Strzelców” (Czas przejazdu: 43-50minut)

- 33: „Gdynia Dworzec Gł. PKP” – „Karwiny Tuwima” (Czas przejazdu: 33–37 minut)

- 33: „Karwiny Tuwima” – „Stocznia Gdynia” (Czas przejazdu: 36–43 minuty)

- 34: "Węzeł Franciszki Cegielskiej" - "Demptowo" (Czas przejazdu: 30-39 minut)
- 114*:  „Chylonia Dworzec PKP” – „Demptowo”(Czas przejazdu: 10 minut)

- 181*: „Kacze Buki” – „Sopot Reja” (Czas przejazdu: 36–38 minut)

- 326: „Grabówek SKM” – „Orłowo SKM Klif” (Czas przejazdu: 34–37 minut)

- 710: „Grabówek SKM” – Linia łącząca wszystkie pętle trolejbusowe z zajezdnią trolejbusową na Grabówku (Czas przejazdu: 14–57 minut)

- 723: „Morska Estakada” – „Stocznia Gdynia” (Czas przejazdu: 22 minuty)

Pod koniec stycznia 2023 ZKM Gdynia zlikwidował linie: 20, 21, 30, 34, 320 z powodu rosnących cen prądu, ponadto skrócono linie 23 do pętli Mały Kack Strzelców, linie 32 wydłużono do pętli Mały Kack Sandomierska, a część kursów linii 31 skierowano z pętli przy ul. Miętowej do Kaczych Buków.
. W lutym 2024 przywrócono linie 21, 30 oraz 34.

## Zajezdnie

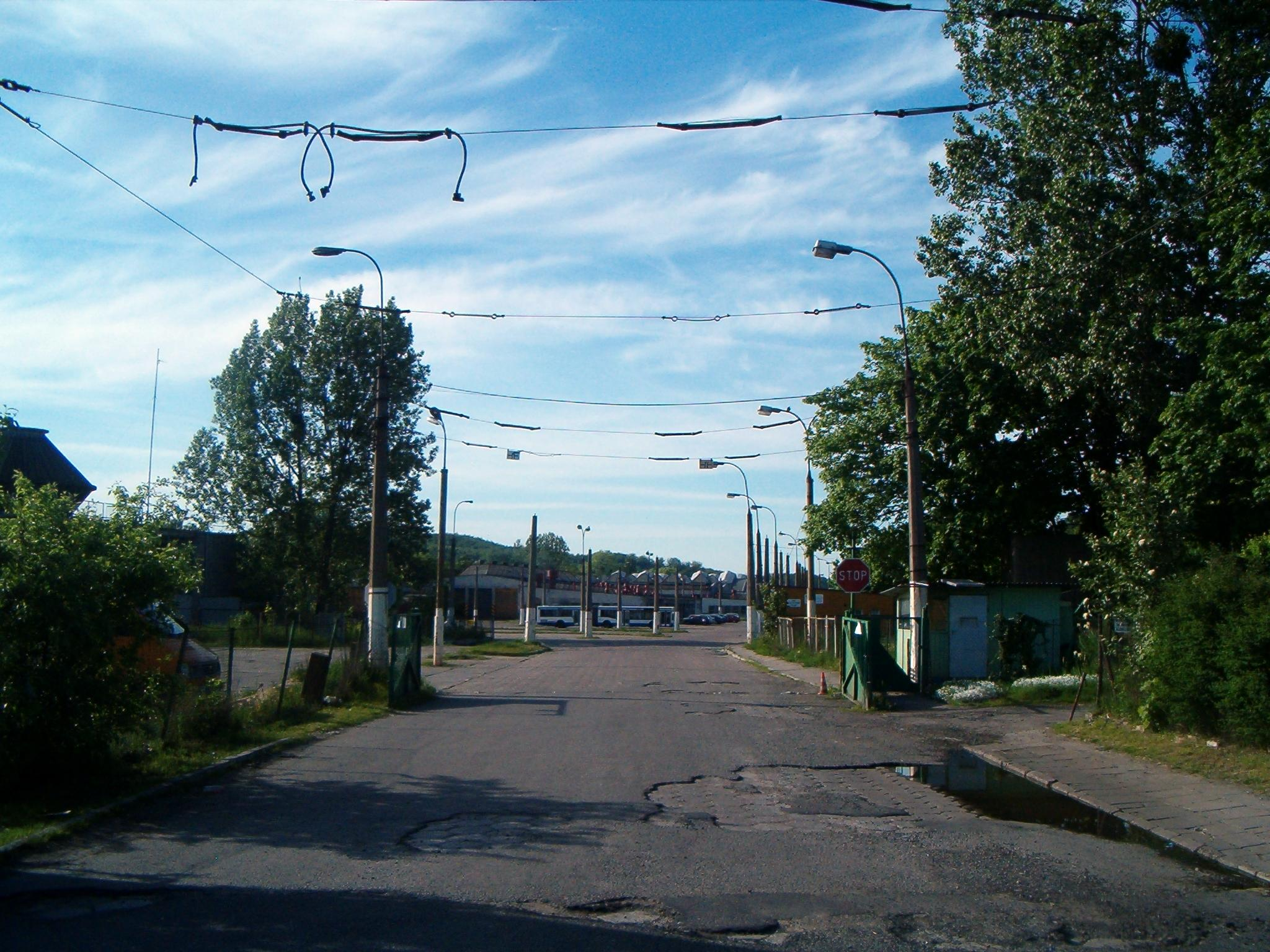
Wjazd do dawnej zajezdni trolejbusowej w Redłowie

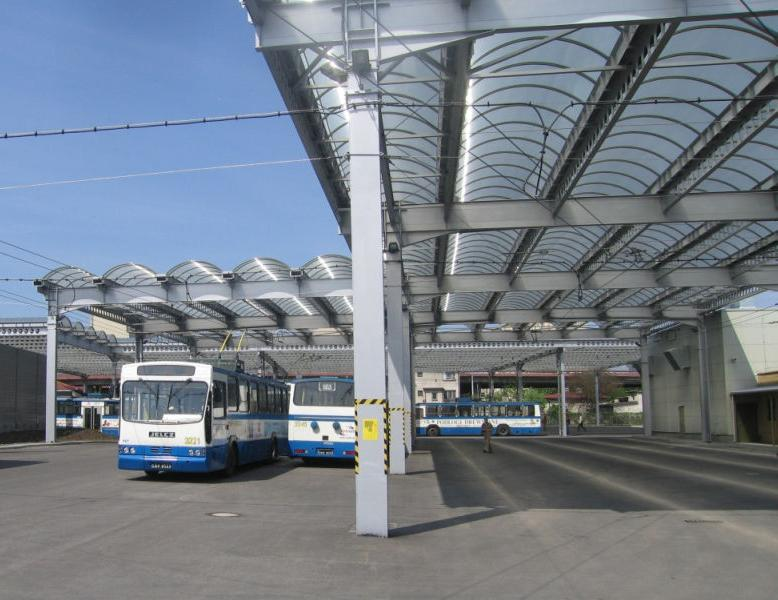
Nowa zajezdnia trolejbusowa PKT Gdynia w Leszczynkach

ŚródmieściePierwsze linie trolejbusowe obsługiwała zajezdnia zlokalizowana przy ul. Derdowskiego w centrum Gdyni. 2 lata po zakończeniu działań wojennych przestała funkcjonować.
RedłowoTabor trolejbusowy w Gdyni obsługiwała zbudowana pod koniec lat 30. zajezdnia w Redłowie, przy alei Zwycięstwa. W latach 1939–1945 okupant przystosował ją do napraw samolotów, a po wojnie zajmowały ją Państwowe Zakłady Samochodowe nr 6. We wrześniu 1947 zakłady te przekazały dla MZKGG zajezdnię przy al. Zwycięstwa w Gdyni Redłowie, gdzie przeniósł się cały tabor oraz warsztaty trolejbusowe. W okresie 1956–1966 rozpoczęto i kontynuowano budowę nowej zajezdni trolejbusowej na terenie przyległym do istniejącej zajezdni autobusowo-trolejbusowej. Przewidziana była na 150 pojazdów.
LeszczynkiDla potrzeb PKT zbudowano i 28 kwietnia 2007 roku oddano do eksploatacji nowoczesną bazę trolejbusową przy ul. Zakręt do Oksywia i Opata Hackiego. Posiada ona zadaszony plac postojowy przeznaczony dla 90 trolejbusów. W halach warsztatowych udało się wygospodarować miejsce na 2 tory służące do obsługi codziennej pojazdów, na końcu których znajdują się dwa nowoczesne stanowiska myjni (posiada m.in. zamknięty obieg wody, funkcje mycia podwozia i dachu). Ponadto bliżej części administracyjnej zlokalizowane są kolejne dwa tory (na 6 pojazdów) służące do większych napraw, remontów czy przebudowy trolejbusów. Większość stanowisk przystosowanych jest do obsługi pojazdów z osprzętem elektrycznym umieszczonym na dachu. W tylnej części obiektu znajduje się również lakiernia wyposażona w system specjalnych filtrów uniemożliwiających wydostawanie się szkodliwych związków do atmosfery. Zajezdnia ta zastąpiła starą bazę w Redłowie, w miejscu której powstał Pomorski Park Naukowo-Technologiczny.

## Infrastruktura

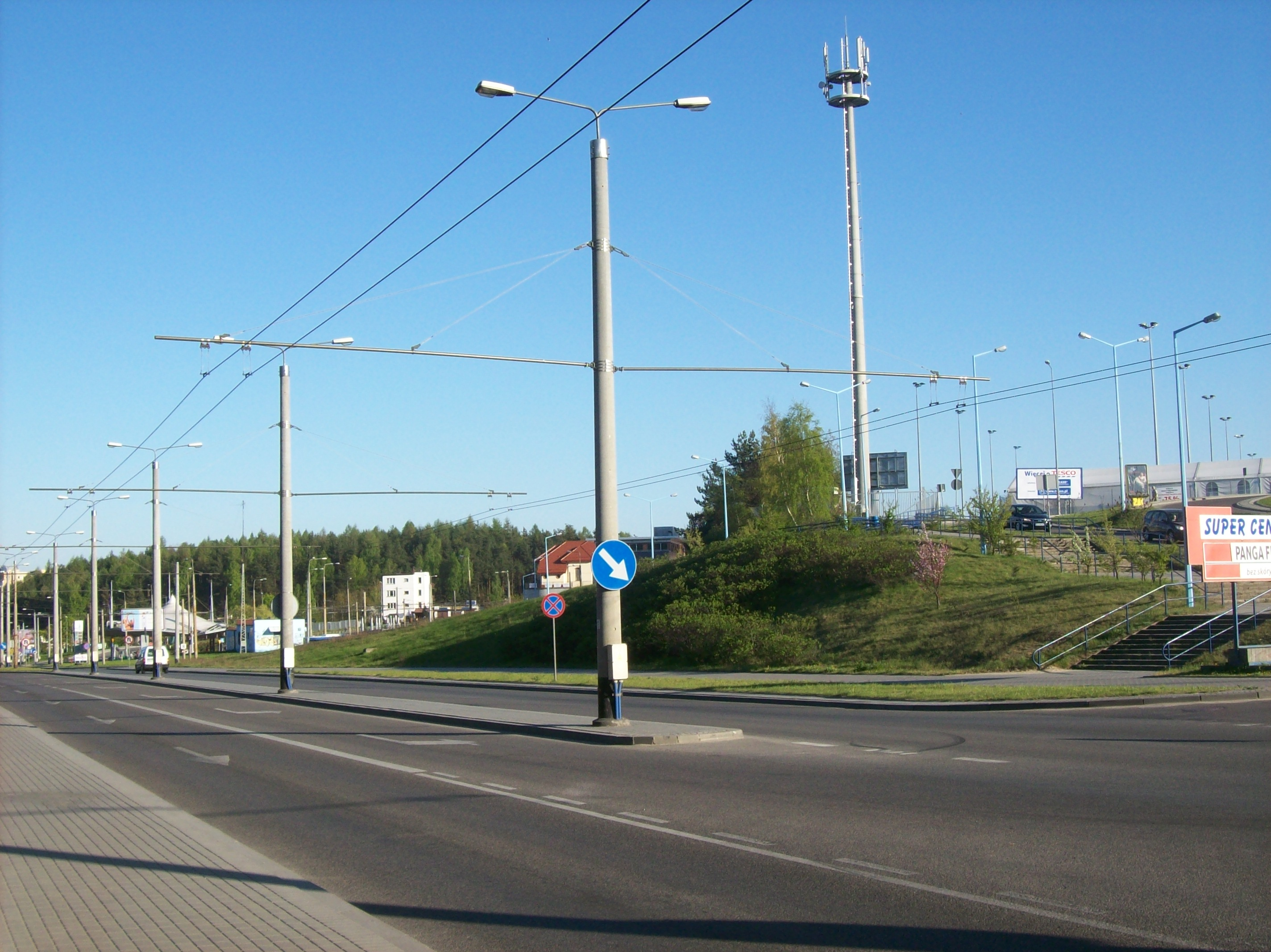
Trolejbusowa sieć trakcyjna na Dąbrowie w Gdyni

### Podstacje

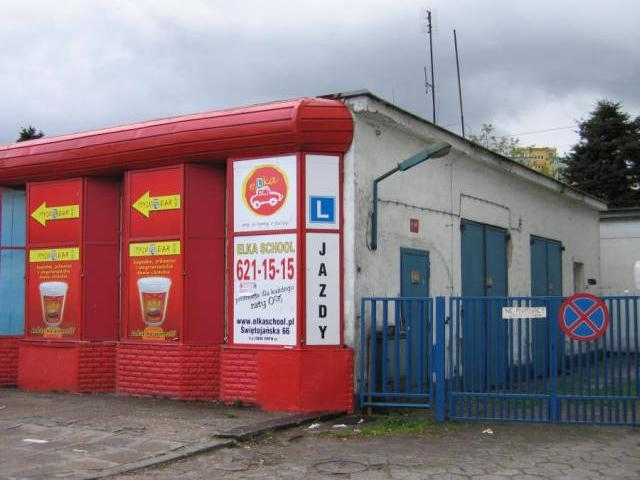
Podstacja w okolicach dworca głównego

PółnocnaPlany budowy prostownikowni północnej sięgają lat 70. ubiegłego wieku. Miała zastąpić prowizoryczną podstację „Cisowa”. Jednak przedłużająca się budowa pozwoliła na uruchomienie jej dopiero w latach 1992–1993. Podstacja posiada dwa zespoły prostownikowe o mocy 1200 kW. Obecnie zasila ona sieć na terenie Chyloni, Cisowy oraz Pustek Cisowskich.
GrabówekPodstacja na Grabówku została uruchomiona w 1943 Posiadała moc 720 kW. Była połączona z podstacją „Dworzec” kablem prądu stałego, który umożliwiał wzajemne rezerwowanie mocy w przypadku awarii którejkolwiek z nich. Zniszczoną przez wojnę podstację „Grabówek” ponownie uruchomiono pod koniec 1948 roku. Zainstalowano w niej dodatkowy prostownik o prądzie 1000 A. Przebudowa w drugiej połowie lat 50. zwiększyła moc podstacji do 1637 kW. W 1964 roku podstacja uległa kolejnej modernizacji. Było to spowodowane rozbudową sieci na Oksywiu. Po kolejnej już przebudowie posiadała moc 2400 kW. W ówczesnych czasach podstacja „Grabówek” była najistotniejszą podstacją w Gdyni ze względu na bardzo duży obszar zasilania, w skład którego wchodziła ulica Czerwonych Kosynierów, Chylońska, oraz cała sieć na Oksywiu i Obłużu. W latach 1983–1985 w związku z budową trakcji do Cisowej Sibeliusa podstacja „Grabówek” zasilała sieć na ulicach Chylońskiej i Czerwonych Kosynierów do ulicy Kartuskiej włącznie. Obecnie podstacja Grabówek zasila sieć trakcyjną na ulicy Morskiej od wysokości Dworca PKP do skrzyżowania z ulicą Chylońską. W sytuacjach awaryjnych można zasilić obszar zasilania podstacji „Grabówek” z podstacji „Północna”.
DworzecUruchomiono ją 18 września 1943 roku. Posiadała moc 720 kW. Przebudowa w 1959 zwiększyła moc podstacji do 1637 kW. Obecnie podstacja Dworzec zasila sieć trolejbusową znajdującą się pomiędzy Wzgórzem Św. Maksymiliana a początkiem ulicy Morskiej i tak jak dawniej jest kluczowym elementem zasilania gdyńskich trolejbusów.
RedłowoPodstacja powstała w latach 1943–1944 wraz z budową linii do Orłowa. Posiadała moc 720 kW. Zniszczoną przez wojnę podstację „Redłowo” uruchomiono pod koniec 1947 roku. Przebudowa w 1969 zwiększyła moc podstacji do 2400 kW. Obecnie „Redłowo” jest jedną z najważniejszych podstacji w Gdyni – zasila sieć znajdującą się pomiędzy Wzgórzem Św. Maksymiliana a Małym Kackiem.
KarwinyUruchomiono ją w 1989 roku wraz z rozbudową trakcji trolejbusowej w kierunku Karwin. Wyposażona jest w 2 zespoły prostownikowe oraz dwustronny układ zasilania.
SopotUruchomiono ją na przełomie 1948/1949. Posiadała moc 648 kW. Przez pierwsze lata stacja Sopot zasilała odcinek sieci pomiędzy środkowym Sopotem a Orłowem. W 1960 roku obszar zasilania podstacji „Sopot” zwiększył się o południowy odcinek sopockiej linii. Przebudowa w 1960 zwiększyła moc podstacji do 1664 kW. Po kolejnej już przebudowie w latach 70. posiadała moc 1200 kW. Podstacja „Sopot” jest najmniejszą podstacją w Gdyni.

### Sieć trakcyjna

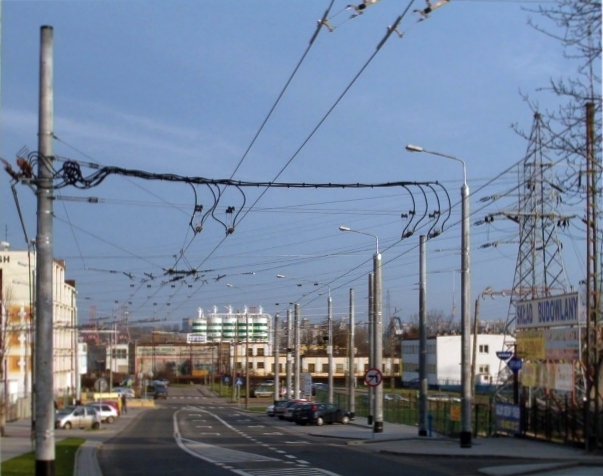
Izolator sekcyjny

Ze względu na rozciągnięty układ zabudowy miasta i uwarunkowania terenowe, przebieg tras trolejbusowych zaprojektowano wzdłuż głównych ulic. W Gdyni występuje sieć płaska o podwieszeniu wahliwym. Sieć jezdna obu biegunowości podwieszana jest do konstrukcji nośnych wykonanych z lin ze stali nierdzewnej oraz wysięgników stalowych bądź szkłolaminatowych. Od 1998 roku w ramach podjętej polityki modernizowana jest sieć trakcyjna poprzez remonty kapitalne i średnie stosując najnowocześniejsze podwieszenia oraz osprzęt produkcji czeskiego przedsiębiorstwa Elektroline. Większość, bo prawie 80% zjazdówek, krzyżówek i zwrotnic, jest wymieniona na nowe. Zaletą w stosunku do osprzętu poprzedniej generacji jest m.in. możliwość sterowania drogą radiową oraz zwiększona prędkość przejazdu trolejbusu. Dodatkowo zamontowano 32 komplety izolatorów sekcyjnych oraz 2 odłączniki sekcyjne.

## Wpływ na środowisko
W porównaniu do autobusów zasilanych silnikiem spalinowym, trolejbusy korzystają z energii elektrycznej wytworzonej w elektrowniach, co sprawia, że są bezemisyjne w miejscu ich użytkowania. Jest on również mniej hałaśliwy od tradycyjnego autobusu, a także ma możliwość odzyskiwania energii w trakcie hamowania, którą przekazuje bezpośrednio do sieci lub wykorzystuje do ładowania zasobników energii. Trolejbusy działają podobnie do autobusów z napędem elektrycznym. Jednak w przeciwieństwie do nich muszą być one podłączone do elektrycznej sieci zasilającej.
Osobne artykuły: Trolejbus jako ekologiczny środek transportu
Najnowsze gdyńskie trolejbusy produkcji Solarisa, dzięki zastosowaniu systemu zasilania awaryjnego z baterii zamontowanej na dachu pojazdu, umożliwiają przejechanie nawet 80-90 kilometrów bez zasilania z sieci trakcyjnej. Dzięki temu w niektórych miejscach nie jest wymagana budowa nowych sieci, co pozytywnie wpływa na wygląd otoczenia. Gdyńskie trolejbusy rocznie pokonują ok. 5 milionów kilometrów. Przy założeniu, że autobus miejski emituje do atmosfery średnio 880 gramów CO2 na każdy przejechany kilometr, można oszacować, że wykorzystanie trolejbusów w gdyńskiej komunikacji miejskiej pozwala zmniejszyć emisję CO2 o nawet 4 miliony kilogramów rocznie.